# Philippa Strachey
Pour les articles homonymes, voir Strachey.
Philippa [Pippa] Strachey, née le 19 avril 1872 à Londres et morte le 23 août 1968 à Putney, un quartier de Londres, est une militante féministe britannique.

## Biographie
Née au 8 Rutland Gate, Knightsbridge, elle est la fille de Richard Strachey, haut fonctionnaire et administrateur colonial et de l'écrivaine et suffragiste Jane Maria Strachey, née Grant. Elle reçoit une éducation à la maison, puis est scolarisée d'abord à Fontainebleau, puis à Allenswood School, deux écoles dirigées par sa marraine Marie Souvestre. Elle séjourne en Inde en 1900-1901, et à son retour en Angleterre, enseigne à Allenswood quelque temps. Elle fait la connaissance de la féministe Emily Davies, qui devient un modèle pour elle. Elle adhère à la London Society for Women's Suffrage et en devient la secrétaire exécutive en 1907. À ce titre, et en dépit de son inexpérience à cet égard, elle est sollicitée pour organiser la « Mud March » de la National Union of Women's Suffrage Societies (NUWSS) à Londres le 7 février 1907. Elle le fait en lien avec sa mère, Jane Maria Strachey, une des figures emblématiques de la marche, et sa belle-sœur, l'écrivaine féministe Ray Strachey.
Pendant la Première Guerre mondiale, elle organise le Women's Service qui aide les femmes à trouver un emploi et qui les forme pour qu'elles puissent occuper des postes qualifiés, laissés vacants par les hommes enrôlés comme soldats,. Après la guerre, elle maintient un même engagement au sein de la London Society for Women's Service dont elle est secrétaire jusqu'en 1951. Elle s'engage dans la revendication d'Equal Pay, demandant que les femmes reçoivent un salaire égal à celui des hommes pour un même travail. Elle préside le conseil de surveillance de la Women's Employment Federation, est consultante pour le comité pour l'emploi des femmes à l'université de Cambridge et est membre du conseil d'administration du Bedford College, ainsi que de plusieurs associations féministes.
Très admirative de la personnalité et de l’œuvre de Millicent Garrett Fawcett, elle s'investit particulièrement dans la fondation de la Fawcett Society, et persuade son amie Virginia Woolf et plusieurs autres écrivaines féministes de donner des livres à la bibliothèque créée dans ce cadre. 
Elle perd progressivement la vue, et doit mettre un terme à ses activités institutionnelles à partir de 1951. Elle apprend toutefois le braille, pour pouvoir continuer à lire. Elle meurt au 38 Carlton Drive, à Putney, en 1968.

## Publications
- Memorandum on the position of English women in relation to that of English men, Westminister, Publ. by the London and National Society for Women's Service, 1935
- The pay of women in the Civil Service : some facts and the government position in regard to them, London : The Committee, 1935
- Equal pay for equal work by men and women in the Civil Service : notice to men and women who support the principle of equal pay for equal work, London : The Committee, 1936

## Distinctions
- Commandeur de l'ordre de l'Empire britannique